# Hentaigana
Els hentaiganes (変体仮名) són formes alternatives d'escriure els kanes. Històricament, són els manyoganes, que permeten de representar una mateixa síl·laba mitjançant diferents kanjis que es varen anar simplificant i van donar lloc a formes cursives alternatives dels kanes. Els hentaiganes es podien fer servir més o menys indistintament amb els hiraganes equivalents fins al 1900, any en què es va estandarditzar el sil·labari hiragana de tal manera que solament un caràcter representés una mora.
La "n sil·làbica" del hiragana (ん) prové d'un hentaigana que representava el so /mu/. La reforma ortogràfica del 1900 va separar els dos usos, especificant que む sols es faria servir per a /mu/ i ん per a la /n/ de final de síl·laba. Anteriorment, en absència d'un caràcter per a la /n/ de final de síl·laba, el so s'escrivia (encara que no es pronunciés) igual que /mu/, i els lectors havien de resoldre l'ambigüitat pel context. Això mateix passa actualment amb diverses paraules en què la u dels 'mores' es debilita fins al punt de no pronunciar-se.
Els hentaiganes es consideren obsolets en l'escriptura moderna, però encara es fan servir en determinats casos. Per exemple, moltes botigues de soba (pasta) fan servir els hentaiganes per a escriure kisoba en els cartells. També es fan servir en alguns documents manuscrits formals, sobretot en els certificats emesos per grups culturals clàssics japonesos (com escoles d'arts marcials tradicionals, grups de protocol, grups d'estudis religiosos, etc.). A més, els hentaiganes s'empren a vegades en les reproduccions de textos clàssics japonesos. Es podria dir que els hentaiganes s'usen en japonès de forma similar a com es fa servir l'escriptura gòtica en els idiomes d'escriptura llatina per a donar al text un toc antic. Tanmateix, la majoria de la població japonesa no pot llegir els hentaiganes i tan sols en pot reconèixer uns pocs caràcters per llur ús comú en els cartells o pel context.

## Llista incompleta de caràcters hentaiganes

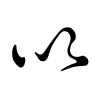
以（い）i
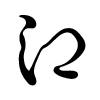
江（え）e
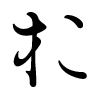
於（お）o
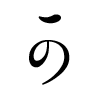
可（か）ka
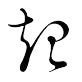
記（き）ki
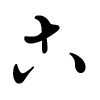
古（こ）ko
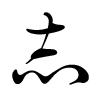
志（し）shi
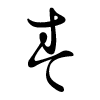
春（す）su
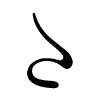
多（た）ta
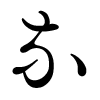
奈（な）na
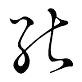
能（の）no
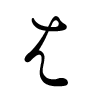
者（は）ha
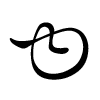
由（ゆ）yu
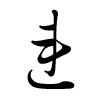
連（れ）re
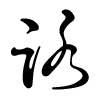
路（ろ）ro
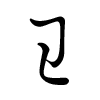
王（わ）wa